# Richard E. Mayer

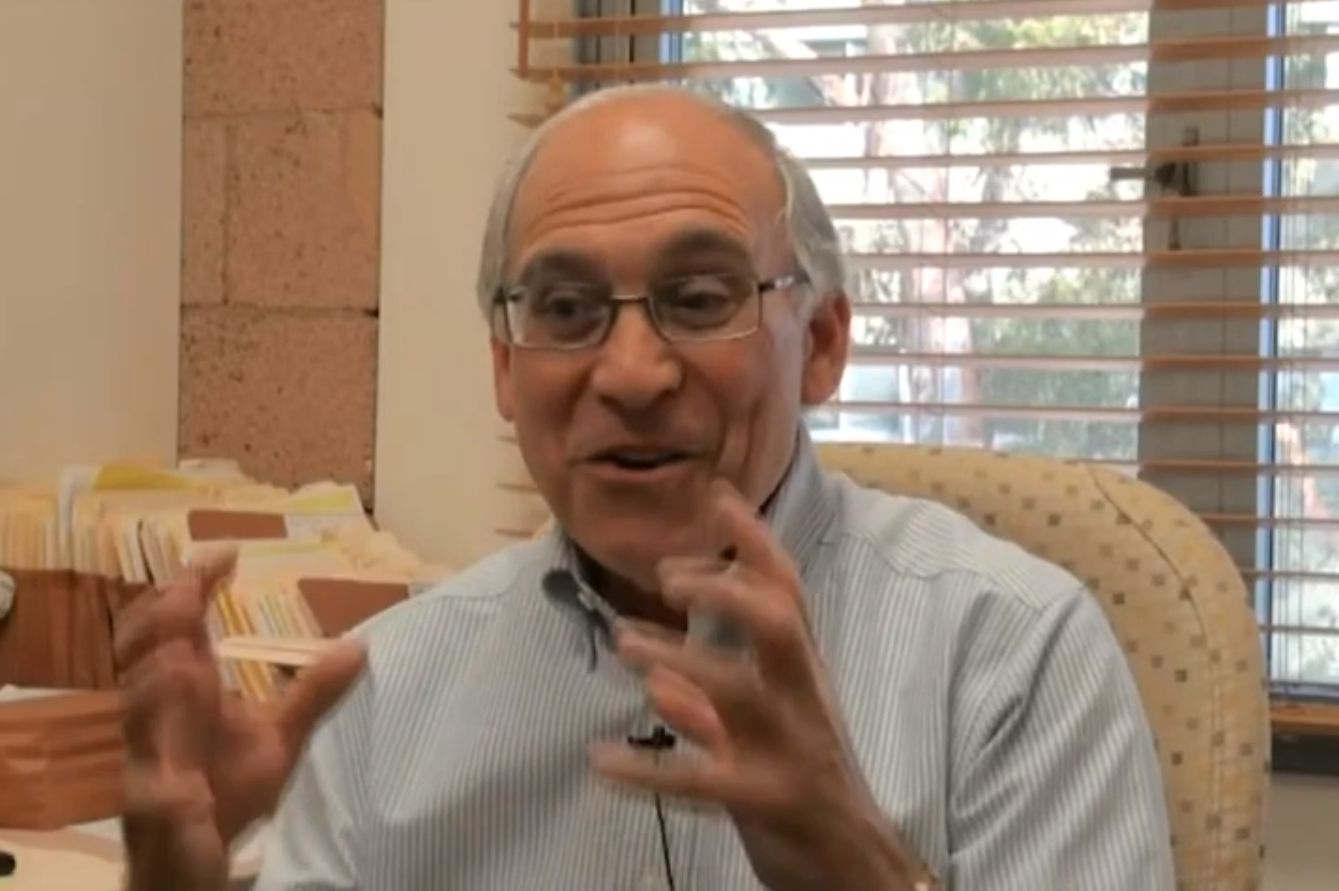
Richard E. Mayer (2011)

Richard E. Mayer (* 1947) ist ein amerikanischer Psychologe und Professor für Psychologie an der University of California, Santa Barbara.
Er wurde bekannt durch seine Arbeiten im Bereich der Pädagogischen Psychologie, in denen er sich mit dem Einsatz von Multimedia im Bildungsbereich auseinandersetzt. Hierzu entwickelte er die kognitive Theorie des multimedialen Lernens. 
Mayer geht davon aus, dass Lernen optimiert wird, wenn die Lerninhalte nicht nur verbal dargeboten werden, sondern sowohl verbal als auch visuell präsentiert werden. Zur konkreten verbalen und visuellen Aufbereitung formuliert er – basierend auf empirischen Forschungsergebnissen und begründet in seiner kognitiven Theorie multimedialen Lernens – fünfzehn Multimedia-Prinzipien.

## Werk
Die pädagogisch-psychologische Forschung Mayers konzentriert sich auf die Schnittstelle von Kognition, Unterricht und Technologie. Im Kern geht es dabei um die Frage, wie Informationen optimal aufbereitet werden können, um menschliches Verstehen zu erleichtern. Er betont den Zusammenhang von Kognitionen und effektivem Lernen (meaningful learning), speziell im Hinblick auf den Erwerb von Problemlösekompetenzen und die Bedeutung von Multimedia-Inhalten für Lernprozesse.
Seine Forschung leitet sich von der Frage ab:

“How can we help people learn in ways that allow them to use what they have learned to solve new problems that they have never seen before?”

„Wie können wir Menschen helfen auf eine Weise zu lernen, die es ihnen erlaubt, bereits Gelerntes zum Lösen neuer Probleme, die sie noch nie gesehen haben, zu benutzen?“

2001 veröffentlichte Mayer in seinem Werk Multimedia Learning zunächst sieben Multimedia-Prinzipien, die er in der zweiten Auflage im Jahre 2009 auf zwölf und in der dritten Auflage 2021 auf fünfzehn erweiterte. In den Multimedia-Prinzipien differenziert er seine zentrale Erkenntnis, dass eine Aufbereitung von Informationen, die Wörter und Bilder mit einbezieht, zu besseren Lernergebnissen führt als eine Aufbereitung, die ausschließlich Wörter bei der Darstellung von Informationen berücksichtigt, wesentlich aus.

## Veröffentlichungen (Auswahl)
- Multimedia Learning, third edition, New York: Cambridge University Press, 2021. ISBN 978-1-316-63808-8
- Learning and Instruction, Upper Saddle River, N.J.: Merrill, 2003 ISBN 978-0-13-098396-1
- mit Ruth Colvin Clark: E-Learning and the Science of Instruction: Proven Guidelines for Consumers and Designers of Multimedia Learning, San Francisco, CA: Jossey-Bass/Pfeiffer, 2003. ISBN 978-0-7879-6051-3
- The Cambridge Handbook of Multimedia Learning, Cambridge, U.K.: Cambridge University Press, 2005. ISBN 978-0-521-83873-3 (2nd edition 2014. DOI: https://doi.org/10.1017/CBO9781139547369)
- Computer games for learning: An evidence-based approach, Cambridge, MA: MIT Press, 2014. ISBN 978-0-262-02757-1